# Nuru (masaje)

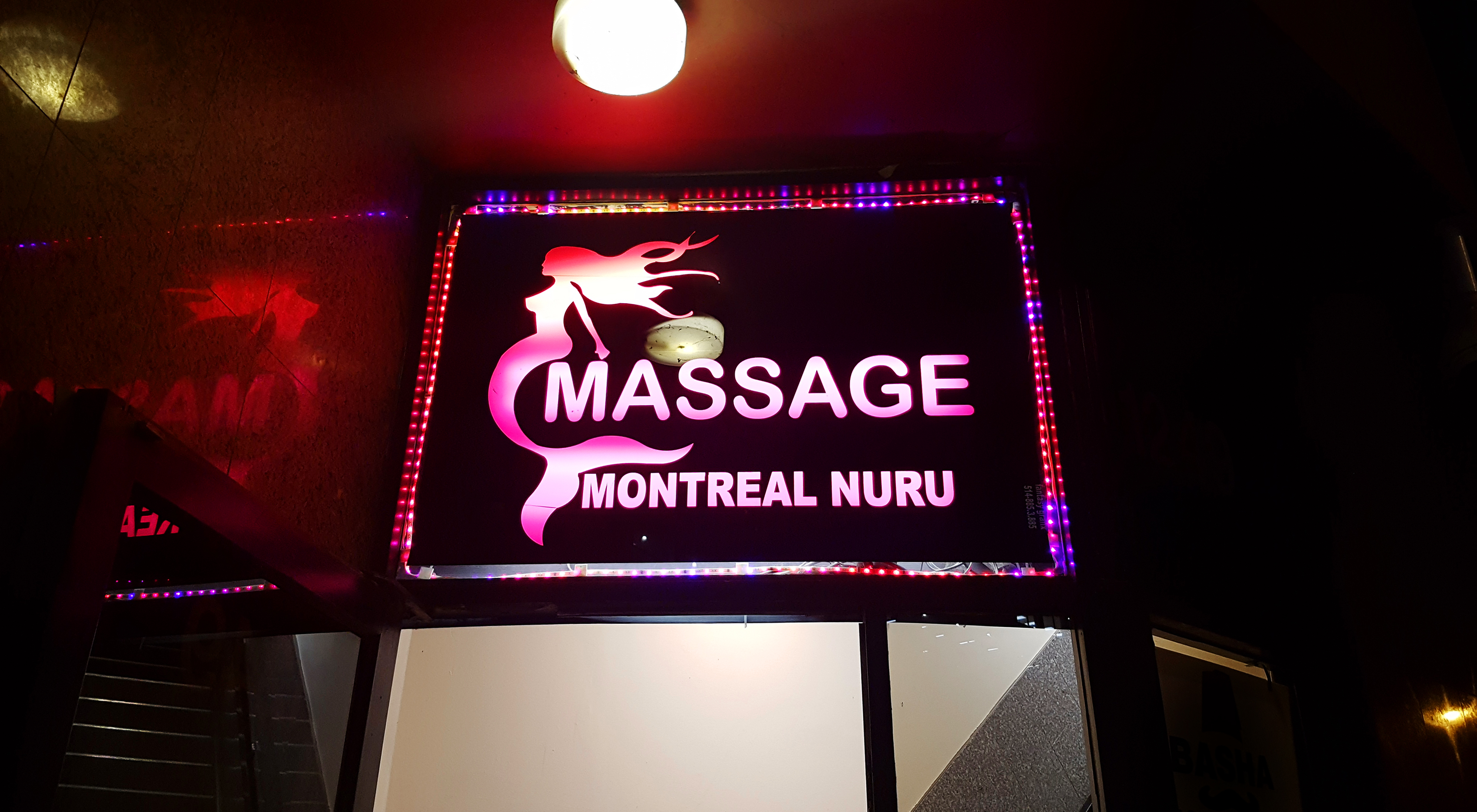
Cartel de un salón de masajes nuru en Montreal

Nuru es una forma de masaje erótico con contacto corporal completo. Tanto el masajista como el cliente están desnudos y recubiertos con gel o aceites tradicionalmente elaborados a base de algas marinas.
Los salones de masaje atribuyen la técnica a Japón, a veces específicamente a Kawasaki.
Debido a que implica el contacto de todo el cuerpo entre la persona que da el masaje y un cliente con un «final feliz», el masaje nuru está sujeto a prohibiciones legales contra la prostitución y los burdeles en muchas jurisdicciones de Japón.